# Lista de presidentes da Guatemala
O Presidente da Guatemala (espanhol: Presidente de Guatemala), oficialmente conhecido como Presidente da República da Guatemala, é o chefe de estado e chefe de governo da Guatemala, eleito para um único mandato de quatro anos. A posição de Presidente foi criada em 1839. De 1821 a 1839, o chefe de estado da Guatemala foi denominado simplesmente de Chefe de Estado.

## Requisitos para exercer funções
De acordo com o artigo 185 da Constituição, é necessário o seguinte para ser presidente:
- De origem guatemalteca, cidadão de boa reputação.
- Quarenta anos de idade.

## Deveres e competências
De acordo com o artigo 183 da Constituição, os seguintes deveres e competências são conferidos ao presidente:
- Cumprir e fazer cumprir a Constituição e as leis.
- Proporcionar a defesa e segurança da Nação, bem como a preservação da ordem pública.
- Exercer o comando das Forças Armadas da Guatemala com todas as respectivas funções e atribuições.
- Exercer o comando da Polícia Nacional.
- Aprovar, promulgar, executar e aplicar leis.
- Ditar as disposições necessárias em casos de emergência grave ou calamidade pública, tendo que se reportar ao Congresso em suas sessões imediatas.
- Submeter propostas de leis ao Congresso.
- Exercer o direito de veto com relação às leis emitidas pelo Congresso, exceto nos casos em que não seja necessário sancionar o poder executivo de acordo com a Constituição.
- Apresentar anualmente ao Congresso, no início de sua sessão, relatório escrito sobre a situação geral da República e os negócios de sua administração realizados no ano anterior.
- Submeter anualmente ao Congresso, para aprovação pelo menos cento e vinte dias antes da data em que o ano fiscal iniciar, através do Ministério das Finanças Públicas, o projeto de orçamento que contém detalhadamente as receitas e despesas do Estado. Se o Congresso não estiver em sessão, ele deverá realizar sessões extraordinárias para ouvir sobre o projeto.
- Submeter à consideração do Congresso para aprovação e antes da ratificação, tratados e convenções de caráter internacional, contratos e concessões de serviços públicos.
- Convocar o Organismo Legislativo para sessões extraordinárias quando os interesses da República o exigirem.
- Coordenar a política de desenvolvimento da Nação através do Conselho de Ministros.
- Presidir ao Conselho de Ministros e exercer a função de superior hierárquico dos funcionários e funcionários do Organismo Executivo.
- Manter a integridade territorial e a dignidade da nação. Dirija a política externa e as relações internacionais, pronuncie, ratifique e denuncie tratados e acordos em conformidade com a Constituição.
- Receba os representantes diplomáticos, bem como emita e retire o exequatur às patentes dos cônsules.
- Administrar finanças públicas de acordo com a lei.
- Exonerar multas e sobretaxas aos contribuintes que incorrem neles por não cobrirem os impostos nos termos legais por atos ou omissões na ordem administrativa.
- Nomear e destituir ministros de estado, vice-ministros, secretários e subsecretários da Presidência, embaixadores e outros funcionários que lhe correspondam de acordo com a lei. Conceder prêmios, pensões e subsídios de acordo com a lei.
- Premiação de decorações para guatemaltecos e estrangeiros.
- Nos quinze dias seguintes à sua conclusão, informe o Congresso sobre a finalidade de qualquer viagem que tenha ocorrido fora do território nacional e os resultados da mesma.
- Submeter a cada quatro meses ao Congresso, por meio do respectivo ministério, um relatório analítico sobre a execução do orçamento, para seu conhecimento e controle.
- Exercer todas as outras funções atribuídas pela Constituição ou pela lei.

## Chefes de Estado da Guatemala na República Federal da América Central (1821–1839)
- Alejandro Díaz Cabeza de Vaca (provisório): 15 de setembro de 1824 – 12 de outubro de 1824
- Juan Nepomuceno Barrundia Cepeda: 12 de outubro de 1824 – 9 de setembro de 1826
- Cirilo Flores (em exercício): 9 de setembro de 1826 – 13 de outubro de 1826
- José Domingo Estrada (em exercício): 2 de janeiro de 1827 – 1 de março de 1827
- Mariano de Aycinena e Piñol: 1 de março de 1827 – 13 de abril de 1829
- Mariano Zenteno (provisório): 13 de abril de 1829 – 30 de abril de 1829
- Juan Nepomuceno Barrundia Cepeda: 30 de abril de 1829 – 23 de agosto de 1829
- Pedro Molina Mazariegos: 23 de agosto de 1829 –  10 de fevereiro de 1831
- José Gregorio Márquez (em exercício): 10 de fevereiro de 1831 – 28 de agosto de 1831
- Mariano Gálvez: 28 de agosto de 1831 – 3 de março de 1838
- Pedro José Valenzuela y Jáuregui (em exercício): 3 de março de 1838 – 29 de julho de 1838
- Mariano Rivera Paz (em exercício): 29 de julho de 1838 – 30 de janeiro de 1839
- Carlos Salazar Castro (provisório): 30 de janeiro de 1839 – 13 de abril de 1839
- Mariano Rivera Paz (em exercício): 13 de abril de 1839 – 3 de dezembro de 1839

## Presidentes da Guatemala (1839–atualidade)
| Nº | Retrato | Nome                                        | Início do Mandato       | Fim do Mandato                | Eleição                 | Partido                                             | Notas                             |
| -- | ------- | ------------------------------------------- | ----------------------- | ----------------------------- | ----------------------- | --------------------------------------------------- | --------------------------------- |
| 1  |         | Mariano Rivera Paz (1804-1849)              | 3 de dezembro de 1839   | 25 de fevereiro de 1842       | —                       | Conservador                                         | - Presidente                      |
| 2  |         | José Venancio López (1791-1863)             | 25 de fevereiro de 1842 | 14 de maio de 1842            | —                       | Independente                                        | - Presidente em exercício         |
| 3  |         | Mariano Rivera Paz (1804-1849)              | 14 de maio de 1842      | 14 de dezembro de 1844        | —                       | Conservador                                         | - Presidente                      |
| 4  |         | Rafael Carrera (1814-1865)                  | 14 de dezembro de 1844  | 16 de agosto de 1848          | —                       | Conservador                                         | - Presidente                      |
| 5  |         | Juan Antonio Martínez (????-1854)           | 16 de agosto de 1848    | 28 de novembro de 1848        | —                       | Conservador                                         | - Presidente em exercício         |
| 6  |         | José Bernardo Escobar (1797-1849)           | 28 de novembro de 1848  | 1.º de janeiro de 1849        | —                       | Conservador                                         | - Presidente em exercício         |
| 7  |         | Mariano Paredes (1800-1856)                 | 1.º de janeiro de 1849  | 6 de novembro de 1851         | —                       | Independente                                        | - Presidente em exercício         |
| 8  |         | Rafael Carrera (1814-1865)                  | 6 de novembro de 1851   | 14 de abril de 1865           | —                       | Conservador                                         | - Presidente                      |
| 9  |         | Pedro de Aycinena (1802-1897)               | 14 de abril de 1865     | 24 de maio de 1865            | —                       | Conservador                                         | - Presidente em exercício         |
| 10 |         | Vicente Cerna Sandoval (1815-1885)          | 24 de maio de 1865      | 29 de junho de 1871           | —                       | Conservador                                         | - Presidente                      |
| 11 |         | Miguel García Granados (1809-1878)          | 29 de junho de 1871     | 4 de junho de 1873            | —                       | Liberal                                             | - Presidente                      |
| 12 |         | Justo Rufino Barrios (1835-1885)            | 4 de junho de 1873      | 2 de abril de 1885            | 1873 1880               | Liberal                                             | - Presidente                      |
| 13 |         | Alejandro M. Sinibaldi (1825-1896)          | 2 de abril de 1885      | 5 de abril de 1885            | —                       | Liberal                                             | - Presidente em exercício         |
| 14 |         | Manuel Berillas (1845-1907)                 | 6 de abril de 1885      | 15 de março de 1892           | —                       | Liberal                                             | - Presidente                      |
| 15 |         | José María Reina Barrios (1854-1898)        | 15 de março de 1892     | 8 de fevereiro de 1898        | 1892                    | Liberal                                             | - Presidente                      |
| 16 |         | Manuel José Estrada Cabrera (1857-1924)     | 8 de fevereiro de 1898  | 15 de abril de 1920           | 1898 1904 1910 1916     | Liberal                                             | - Presidente                      |
| 17 |         | Carlos Herrera (1856-1930)                  | 15 de abril de 1920     | 10 de dezembro de 1921        | 1920 (Abr.) 1920 (Ago.) | Unionista                                           | - Presidente                      |
| 18 |         | José María Orellana (1872-1926)             | 10 de dezembro de 1921  | 26 de setembro de 1926        | 1921 1922               | Liberal                                             | - Presidente                      |
| 19 |         | Lázaro Chacón González (1873-1931)          | 26 de setembro de 1926  | 12 de dezembro de 1930        | 1926                    | Unionista                                           | - Presidente                      |
| 20 |         | Baudilio Palma (1874-1930)                  | 13 de dezembro de 1930  | 17 de dezembro de 1930        | —                       | Conservador                                         | - Presidente em exercício         |
| 21 |         | Manuel María Orellana Contreras (1870-1940) | 17 de dezembro de 1930  | 2 de janeiro de 1931          | —                       | Liberal                                             | - Presidente em exercício         |
| 22 |         | José María Reina Andrade (1860-1947)        | 2 de janeiro de 1931    | 14 de fevereiro de 1931       | —                       | Liberal                                             | - Presidente em exercício         |
| 23 |         | Jorge Ubico (1878-1946)                     | 14 de fevereiro de 1931 | 1.º de julho de 1944          | 1931                    | Liberal Progressista                                | - Presidente                      |
| 24 |         | Juan Federico Ponce Vaides (1889-1956)      | 1.º de julho de 1944    | 20 de outubro de 1944         | —                       | Liberal Progressista                                | - Presidente em exercício         |
| 25 |         | Junta Revolucionária de Governo             | 20 de outubro de 1944   | 15 de março de 1945           | —                       | Militar                                             | - Junta de Governo                |
| 26 |         | Juan José Arévalo (1904-1990)               | 15 de março de 1945     | 15 de março de 1951           | 1944                    | Partido da Revolução Guatemalteca                   | - Presidente                      |
| 27 |         | Jacobo Árbenz (1913-1971)                   | 15 de março de 1951     | 27 de junho de 1954 (Deposto) | 1950                    | Partido da Revolução Guatemalteca                   | - Presidente                      |
| 28 |         | Carlos Enrique Díaz de León (1915-2014)     | 27 de junho de 1954     | 29 de junho de 1954           | —                       | Militar                                             | - Presidente em exercício         |
| 29 |         | Elfego Hernán Monzón Aguirre (1912-1981)    | 29 de junho de 1954     | 8 de julho de 1954            | —                       | Militar                                             | - Presidente                      |
| 30 |         | Carlos Castillo Armas (1914-1957)           | 8 de julho de 1954      | 26 de julho de 1957           | 1954                    | Movimento Nacional de Libertação                    | - Presidente                      |
| 31 |         | Luis Arturo González López (1900-1965)      | 27 de julho de 1957     | 24 de outubro de 1957         | —                       | Independente                                        | - Presidente em exercício         |
| 32 |         | Óscar Mendoza Azurdia (1917-1995)           | 24 de outubro de 1957   | 26 de outubro de 1957         | —                       | Militar                                             | - Presidente                      |
| 33 |         | Guillermo Flores Avendaño (1894-1982)       | 26 de outubro de 1957   | 2 de março de 1958            | —                       | Militar                                             | - Presidente em exercício         |
| 34 |         | Miguel Ydígoras Fuentes (1895-1982)         | 2 de março de 1958      | 31 de março de 1963           | 1958                    | Militar / REDENÇÃO                                  | - Presidente                      |
| 35 |         | Alfredo Enrique Peralta Azurdia (1908-1997) | 31 de março de 1963     | 1.º de julho de 1966          | —                       | Partido Institucional Democrático                   | - Presidente em exercício         |
| 36 |         | Julio César Méndez Montenegro (1915-1996)   | 1.º de julho de 1966    | 1.º de julho de 1970          | 1966                    | Partido Revolucionário                              | - Presidente                      |
| 37 |         | Carlos Manuel Arana Osorio (1918-2003)      | 1.º de julho de 1970    | 1.º de julho de 1974          | 1970                    | Partido Institucional Democrático                   | - Presidente                      |
| 38 |         | Kjell Eugenio Laugerud García (1930-2009)   | 1.º de julho de 1974    | 1.º de julho de 1978          | 1974                    | Partido Institucional Democrático                   | - Presidente                      |
| 39 |         | Fernando Romeo Lucas García (1924-2006)     | 1.º de julho de 1978    | 23 de março de 1982           | 1978                    | Partido Institucional Democrático                   | - Presidente                      |
| —  |         | Àngel Aníbal Guevara (1925-)                | 7 de março de 1982      | 23 de março de 1982           | —                       | Frente Democrático Popular                          | - Presidente Eleito               |
| 40 |         | Efraín Ríos Montt (1926-2018)               | 23 de março de 1982     | 8 de agosto de 1983           | —                       | Militar                                             | - Presidente Golpe de Estado 1982 |
| 41 |         | Óscar Humberto Mejía Victores (1930-2006)   | 8 de agosto de 1983     | 14 de janeiro de 1986         | —                       | Militar                                             | - Presidente                      |
| 42 |         | Marco Vinicio Cerezo Arévalo (n.1942)       | 14 de janeiro de 1986   | 14 de janeiro de 1991         | 1985                    | Democracia Cristã Guatemalteca                      | - Presidente                      |
| 43 |         | Jorge Antonio Serrano Elías (n.1945)        | 14 de janeiro de 1991   | 1.º de junho de 1993          | 1990                    | Movimento de Ação Solidária                         | - Presidente                      |
| 44 |         | Gustavo Adolfo Espina Salguero (n.1945)     | 1.º de junho de 1993    | 5 de junho de 1993            | —                       | Movimento de Ação Solidária                         | - Presidente em exercício         |
| 45 |         | Ramiro de León Carpio (1942-2002)           | 6 de junho de 1993      | 14 de janeiro de 1996         | —                       | Independente                                        | - Presidente                      |
| 46 |         | Álvaro Arzú (1946-2018)                     | 14 de janeiro de 1996   | 14 de janeiro de 2000         | 1995                    | Partido de Avanço Nacional / Unionista              | - Presidente                      |
| 47 |         | Alfonso Portillo (n.1951)                   | 14 de janeiro de 2000   | 14 de janeiro de 2004         | 1999                    | Frente Republicana da Guatemala                     | - Presidente                      |
| 48 |         | Óscar Berger (n.1946)                       | 14 de janeiro de 2004   | 14 de janeiro de 2008         | 2003                    | Frente Nacional Solidária / Grande Aliança Nacional | - Presidente                      |
| 49 |         | Álvaro Colom (1951-2023)                    | 14 de janeiro de 2008   | 14 de janeiro de 2012         | 2007                    | União Nacional pela Esperança                       | - Presidente                      |
| 50 |         | Otto Pérez Molina (n.1950)                  | 14 de janeiro de 2012   | 3 de setembro de 2015         | 2011                    | Partido Patriótico / Grande Aliança Nacional        | - Presidente                      |
| 51 |         | Alejandro Maldonado (n.1936)                | 3 de setembro de 2015   | 14 de janeiro de 2016         | —                       | Independente                                        | - Presidente em exercício         |
| 52 |         | Jimmy Morales (n.1969)                      | 14 de janeiro de 2016   | 14 de janeiro de 2020         | 2015                    | Frente de Convergência Nacional                     | - Presidente                      |
| 53 |         | Alejandro Giammattei (n.1956)               | 14 de janeiro de 2020   | 14 de janeiro de 2024         | 2019                    | Vamos                                               | - Presidente                      |
| 54 |         | Bernardo Arévalo (n.1958)                   | 14 de janeiro de 2024   | Presente                      | 2023                    | Movimiento Semilla                                  | - Presidente                      |